# Сандерс, Леен
Леен Сандерс (нидерл. Leen Sanders; 11 июня 1908, Роттердам, Южная Голландия — 8 апреля 1992, Роттердам, Южная Голландия) — голландский боксёр еврейского происхождения. Чемпион Нидерландов по боксу в лёгком весе (1929), в полусреднем весе (1933), в среднем весе (с 1934 по 1940 гг.), вице-чемпион Европы по боксу в среднем весе (1936).
Узник концентрационного лагеря Освенцим, переживший Холокост.

## Биография
Леен Сандерс был четвёртым из десяти детей в семье Йозефа и Сары Сандерс. С 1920-х годов его отец владел вафельной пекарней в Роттердаме, а мать занималась арендой перевозочных средств.
В возрасте 14 лет Леен Сандерс по примеру своего старшего брата Брэма увлёкся боксом. В то время именно в Роттердаме активно развивалась голландская школа бокса, поскольку с 1921 по 1940 год в Амстердаме (как и в некоторых других голландских городах) действовал запрет на боксёрские поединки (Amsterdamse boksverbod).
В 1926 году Сандерс выиграл Чемпионат Нидерландов среди любителей в лёгком весе, а два года спустя — Чемпионат в полулёгком весе.
Свой первый международный бой он провёл в среднем весе в ноябре 1926 года против британца Эдди Хаттона, победив нокаутом.
В 1928 году Сандерс перешёл в профессионалы, несмотря на сопротивление своих родителей, которые уже были недовольны боксёрскими амбициями старшего брата Леена — Брэма.
В 1929 году Леен стал чемпионом Нидерландов в лёгком весе, но в следующем году уступил титул Бепу ван Клаверену, тоже роттердамскому боксёру, чемпиону Олимпийских игр 1928 года, проходивших в Амстердаме (Amsterdamse boksverbod был снят на две недели по случаю Олимпийских игр).
В 1933 году Сандерс выиграл национальный титул в полусреднем весе, а затем семь раз подряд становился чемпионом Нидерландов в среднем весе.
В 1936 году занял второе место на Чемпионате Европы по боксу в среднем весе, проиграв бельгийцу Феликсу Воутерсу.
Отказался от участия в Чемпионате Европы 1937 года по политическим мотивам в знак протеста против того, что антисемитская идеология национал-социалистов Германии стала государственной. В случае согласия он должен был бы драться с немцем Густавом Эдером (которого он уже дважды побеждал ранее), членом НСДАП.
Всего Сандерс провёл 75 профессиональных боёв, из которых выиграл 40 (6 из них нокаутом); проиграл 19 (нокаутом — ни одного); при 16-и ничьих.
С 1932 года гастролировал в Европе (в том числе и в Германии) с показательными боксёрскими поединками, в немецкой прессе был назван «еврейской сенсацией». Выступал с нашитой на спортивные трусы Звездой Давида в знак гордости за своё еврейское происхождение.
До войны был промоутером бокса, владел спортивным залом.
В 1932 году женился на Селлине (Селли) Парк, в браке родились два сына.

## Война и заключение в концлагерях
Летом 1942 года нацисты приступили к массовым арестам евреев в Голландии и отправке их в лагеря смерти. Леен Сандерс и его семья скрывались от немецких оккупантов с августа 1942-го, но в конце года были преданы и арестованы.
11 января 1943 года Сандерс был интернирован в концентрационный лагерь Освенцим-Биркенау через пересыльный лагерь Вестерборк вместе с женой и двумя сыновьями восьми и десяти лет. Дети были задушены газом сразу после прибытия в Освенцим 14 января, его жена — 30 апреля. Семеро его братьев и сестер, в том числе, и его брат Брэм, также как и их родители, были убиты во время заключения.
В лагере Сандерса узнал офицер СС, видевший, как он боксировал в 1936 году, и после этого Сандерс получил привилегированное положение капо. За это он вынужден был участвовать в боксёрских поединках на любительском ринге Освенцима и проводить тренировки для охранников. По воскресеньям ему приходилось боксировать, в остальные дни он работал на кухне, раздавая еду, распределял кровати и отвечал за общее содержание барака.
Сандерс использовал положение капо, чтобы облегчить жизнь другим заключённым, о чём неоднократно упоминается в мемуарах бывших узников лагеря. Он снабжал своих товарищей едой и одеждой, которые он «организовал» с риском для себя.
В феврале 1943 года Леен Сандерс принял участие в боксёрском поединке за звание чемпиона Освенцима вне весовых категорий, победив Тадеуша Петшиковского.
В январе 1945 года был отправлен маршем смерти через лагерь Гросс-Розен в концлагерь Дахау, откуда был освобождён американскими войсками. Из всей семьи только Леен и двое его братьев пережили Холокост.

## После войны
После освобождения вернулся в Нидерланды.
В 1946 году Сандерс женился на Генриетте ван Кревельд. В том же году супруги покинули Нидерланды и эмигрировали сначала на Арубу, где у них родился сын, а в 1954 году в Лос-Анджелес, США, где они получили американское гражданство.
В возрасте 77 лет Леен Сандерс вместе со своей женой вновь вернулся в Нидерланды из-за тоски по родине.
Скончался 8 апреля 1992 года в возрасте 83 лет в Роттердаме.